# 325国道
325国道（或“国道325线”、“G325线”、“广湛公路”、“广南公路”）是在中国的一条国道，起点为广东广州，终点为广西南宁的国道，全程868公里。经过广东和广西2个省份。

## G325原起点
在2011年9月5日前，原325国道实际起点位于离广州市荔湾区芳村滘口321国道零公里起点以西9公里的佛山市南海区大沥镇中心处，因广佛两地趋于同城一体化，所以仍认为原325国道的起点在广州。

## G325广东段改线工程

### 项目详情
长期以来，321国道、325等国道都是从佛山市中心城区穿过，给佛山市区尤其是禅城区、顺德区和三水区带来了很大的交通压力，尤其是国道车流量超过设计承受能力，不利于城区交通疏解。佛山市提出的“利用既有线路将321国道、325国道山段迁至区域边界”方案，于2011年9月5日获广东省交通运输厅批复。按省厅要求，原线路将降级为省道。相应道路标志、标线亦将在半年内更换。目前原321国道广州芳村滘口至佛山南海大沥段及325国道南海大沥至顺德龙江段新编为121省道，原G321线南海大沥至三水西南段编入 236省道。
根据改线方案，325国道佛山市南海区大沥镇（K0+000）——顺德区龙江镇（K29+121）段将从现有位置南迁至362国道 番禺区至顺德区龙江段。起点改为广州市番禺区111省道（番禺大道北，原称迎宾路）与257省道相接处。具体路线如下：
原257省道市南路（旧称顺番路，广州市），原362省道市良路、龙洲路（含紫坭大桥及三善大桥），在龙江仙塘路口接原线路。新线路全长39.936公里。

### 相关高速公路
- 广佛高速公路
- 佛开高速公路
- 佛山市一环高速公路
- 东新高速公路
- 广州南二环高速公路

## 里程
| 城市名                   | 距起点距离 （公里） |
| ------------------------ | ------------------- |
| 广东省广州市番禺区       | 0                   |
| 广东省佛山市顺德区龙江镇 | 40                  |
| 广东省鹤山市             | 72                  |
| 广东省开平市             | 135                 |
| 广东省恩平市             | 200                 |
| 广东省阳东县             | 252                 |
| 广东省阳江市             | 257                 |
| 广东省阳西县             | 311                 |
| 广东省茂名市电白区       | 397                 |
| 广东省吳川市             | 435                 |
| 广东省湛江市             | 500                 |
| 广东省湛江市麻章区       | 505                 |
| 广东省遂溪县             | 520                 |
| 广西壮族自治区合浦县     | 668                 |
| 广西壮族自治区南宁市     | 868                 |

## 图集
- 广州市番禺区桥南街道,G325国道0公里标记
- 广州市番禺区桥南街道,G325国道0公里碑